# Internationaler Tag des Jazz

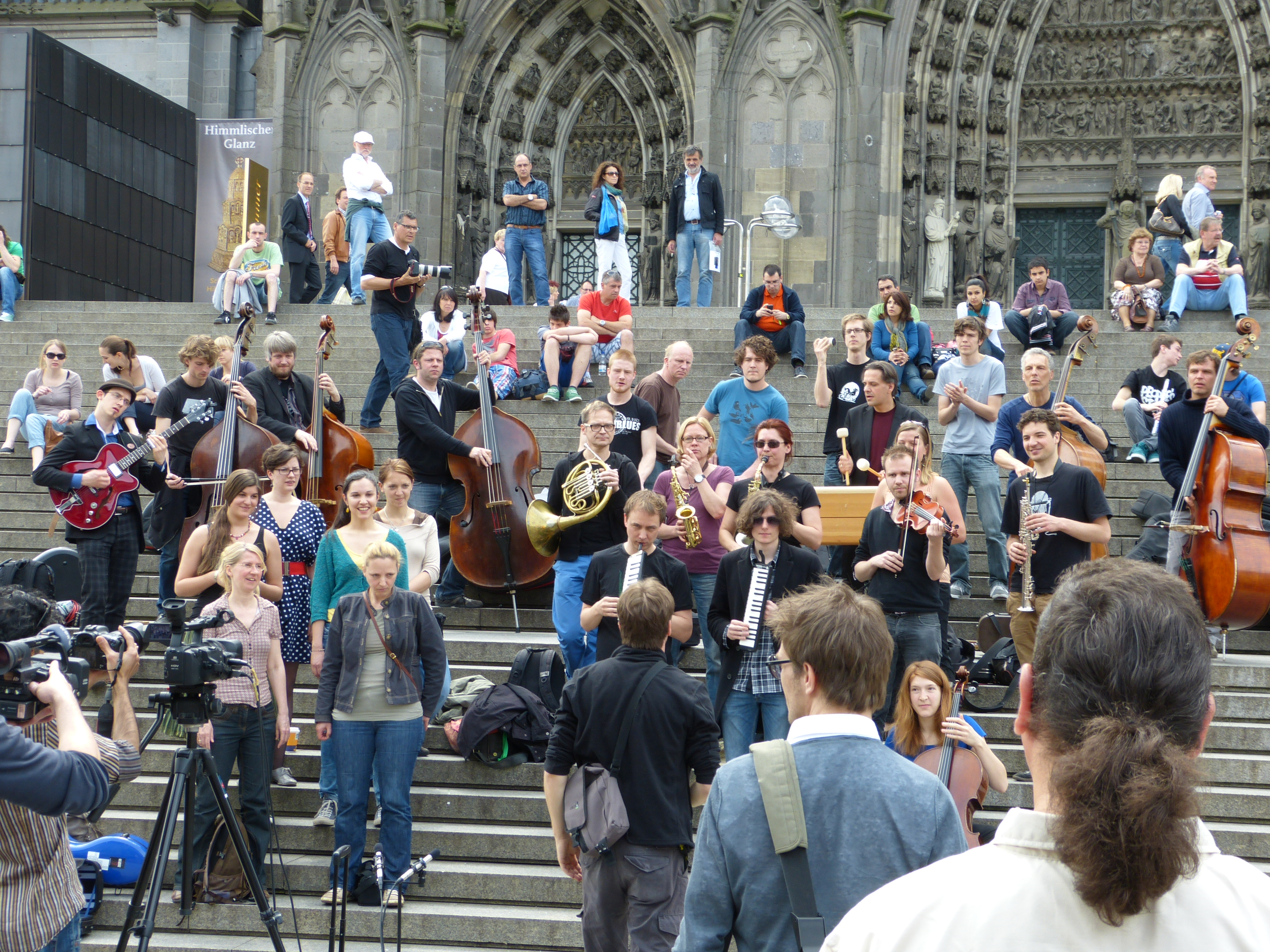
Flashmob Kölner Jazzmusiker anlässlich des ersten Internationalen Tages des Jazz 2012 vor dem Kölner Dom

Internationaler Tag des Jazz (auch: Welttag des Jazz) ist der 30. April. Die 36. Generalkonferenz der UNESCO hatte ihn im November 2011 ausgerufen. Ziel des Gedenk- und Aktionstages ist, an „die künstlerische Bedeutung des Jazz, seine Wurzeln und seine weltweiten Auswirkungen auf die kulturelle Entwicklung erinnern“. 
Er wurde 2012 erstmals begangen; an der Auftaktveranstaltung in Paris am 27. April wirkte auch Klaus Doldinger mit.